# Dřep

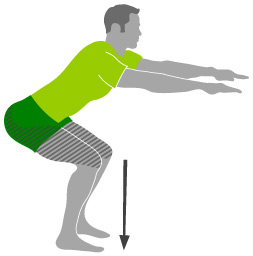
Dřep

Dřep je cvik zapojující více svalových partií najednou, kromě stehenních svalů také hýždě i zádové svalstvo.

## Postup
V základní verzi na začátku se rozkročí zhruba na šířku ramen, kolena se vybočí mírně do stran a narovnají se záda. Při pohybu do dřepu se paty nezvedají ze země a záda jsou stále rovná. Pohyb do dřepu končí jakmile se stehna a lýtka dotýkají. Ruce se založí za krk, nebo předpaží.

## Varianty dřepu
klasický dřep s činkou vzadu, čelní dřep, hacken dřep, Zercher, dřepy jednonož, dřepy s jednoručkou, na široko, na úzko.

## Časté chyby
- nestabilní podložka
- přílišný předklon
- ohýbání zad
- malý rozsah pohybu
- rovnoběžné postavení stehen
- vysoká zátěž